# 4926 Smoktunovskij
A 4926 Smoktunovskij (ideiglenes jelöléssel 1982 ST6) a Naprendszer kisbolygóövében található aszteroida. Ljudmila Ivanovna Csernih fedezte fel 1982. szeptember 16-án.